# Хоу Ї
Хоу Ї (кит. 后羿, пін. Hòu Yì) — один з найвідоміших героїв китайських міфів, борець з чудовиськами, який збив із лука дев'ять сонць, що загрожували погубити все живе на Землі, і невдало прагнув стати безсмертним. Часто його називають «китайським Гераклом». Міф про стрілянину в сонце має широке поширення, особливо в Східній Азії.

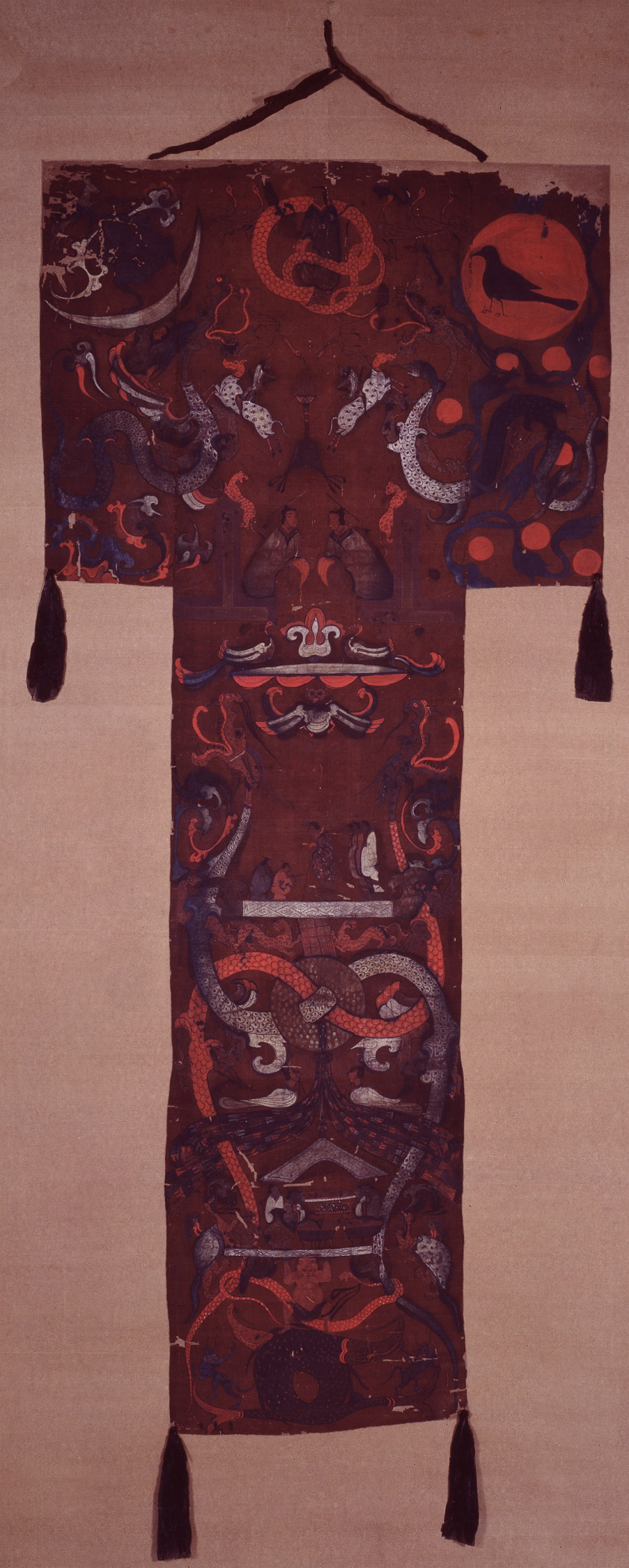
Зображення сонць на шовку з поховання Мавандуй, епоха Хань

Згадування його імені в більшій частині творів епохи Чжоу свідчать про загальновідомість пов'язаних із ним міфів, але зв'язкової розповіді вони зазвичай не містять. Додаткові відомості можна черпнути з коментарів ханьської епохи і зображень на рельєфах того ж часу. Фольклорні записи міфів про стрільця Ї та його дружину Чан'е (кит. 嫦娥, пін. Cháng'é) зроблені в провінції Хенань в 1980-х роках.

## Легенди

### Мистецтво лучника
У ряді текстів («Мо-цзи», «Весни і осені пана Люя») він виступає як культурний герой, який винайшов лук і стріли і навчав цього мистецтва людей.
У «Шань хай цзін» підкреслюється, що Ї не був винахідником лука і стріл, а отримав від легендарного верховного володаря Ді Цзюня червоний лук і стріли з білим оперенням, щоб позбавити землю від лих. Коментатор Цюй Юаня Ван І уточнює, що це небесний правитель Ді Цзюнь, дав Ї лук і стріли, щоб допомогти людям на землі. За ще одним варіантом ( «Ді ван ши цзи»), Ді-ку (Предок Ку) дарував лук і стріли правителям Сюй, тобто предкам мисливця, і зробив їх сише («ті, що відають стрільбою з лука»). «Хуайнань-цзі» говорить про Лук ворона та стріли з бамбука із пір'ям з Вей, який пізніше був пов'язаний з Пан Меном, і вказує, що Ї знайшов дао, щоб стріляти з лука.
За «Хуайнань-цзі», ліва рука Ї була довша за праву, що допомагало при стрільбі. Ще одне неясне свідчення міститься в «Сунь Чао-цзі»: небо дало Ї перстень (для натягування тятиви), коли при Ю-вані і Лі-вані обвалилася гора Цзілу.
За Ян Сюну, стрілець Ї (як і пізніше Пан Мен), поки вчилися, ламали свої луки. «Хань Фей-цзі» підкреслює його зв'язок з юесцями, які допомагали герою, коли той озброювався.
У главі 23 трактату «Чжуан-цзі» Ї названий майстерним лучником, який уражав будь-яку птицю і потрапляв у крихітну ціль, але «невміло уникав людської слави». За «Гуань-цзі», кожна його стріла потрапляла в ціль.

### Десять сонць
За міфологічним уявленням, десять сонць (діти Сі-хе, яких називали трилапими золотими воронами) жили на гілках дерева фусан і виходили на небо по черзі. Проте одного разу, під час правління Яо, вони з'явилися на небі всі відразу, і на Землі настала страшна спека. Загинули посіви та дерева, і народ став голодувати.
Особливості китайської мови не дозволяють чітко усвідомити, чи говорилося в «Питаннях до неба» про одне сонце чи декількох. Тому Б. Карлгрен припустив, що в чжоунську епоху йшлося про ритуальну стрільбу з лука в одне сонце; проте інші автори вважають мотив досить древнім. Ван І, коментуючи Цюй Юаня, каже, що Стрілець стріляв в 10 сонць і потрапив в дев'ять, дев'ять воронів померли, і їх пір'я посипалося вниз. Сцена, де мисливець стоїть на стрісі даху і стріляє в птахів на сонячному дереві, зустрічається на ханьских рельєфах. Вважається, що міф має календарний характер і пов'язаний з перемогою дванадцятирічної «жіночої» системи над десятирічною «чоловічою». Крім того, М. Є. Кравцова розглядає його як переказ про перемогу чжоусців над Шан-Інь.

### Подорож на Захід
Прагнучи добитися безсмертя, Хоу Ї вирушив на захід, де жила богиня Сі Ванму. Тільки він зміг піднятися на стрімку скелю гори Куньлунь (ця подорож асоціюється зі мандрівкою в загробний світ).
Хоу Ї випросив у Сі-ванму зілля безсмертя, проте його дружина Чан'е викрала його і полетіла на місяць, де перетворилася на жабу. Розповідь вперше зафіксована в книзі «Гуйцзан», від якої збереглися фрагменти.
Згідно з одним з міфів, Хоу Ї вбив його улюблений учень, Фенмен. За іншою версією, боги пробачили Xoy Ї, повернувши його на небо.